# Лавров Геннадій Миколайович
Геннадій Миколайович Лавров (3 травня 1953, місто Нижній Тагіл, тепер Свердловської області, Російська Федерація) — радянський діяч, токар Торжоцького вагонобудівного заводу Калінінської (Тверської) області. Член ЦК КПРС у 1990—1991 роках.

## Життєпис
У 1971 році — учень токаря, токар Торжоцького вагонобудівного заводу Калінінської області.
З 1971 по 1973 рік служив у Радянській армії.
У 1973—1978 роках — токар, майстер Торжоцького вагонобудівного заводу Калінінської області.
Член КПРС з 1976 року.
У 1977 році закінчив Торжоцький політехнікум Калінінської області.
З 1978 року — токар Торжоцького вагонобудівного заводу Калінінської (Тверської) області.
Подальша доля невідома.